# Eendracht (water)
De Eendracht is het water tussen het eiland Tholen en Noord-Brabant. De naam is een verbastering van het oorspronkelijke Heendrecht dat was vernoemd naar het plantje de heen. De Eendracht is een restant van de verdwenen rivier de Striene.
In 1928 werd het veer tussen Brabant en de plaats Tholen vervangen door een brug.
Langs de Eendracht heeft een aantal forten gestaan ter verdediging van Zeeland: de zogenaamde Linie van de Eendracht.
Het water is opgenomen in het Schelde-Rijnkanaal.